# Diopatra papillata
Diopatra papillata är en ringmaskart som beskrevs av Fauchald 1968. Diopatra papillata ingår i släktet Diopatra och familjen Onuphidae.
Artens utbredningsområde är Mexikanska golfen. Inga underarter finns listade i Catalogue of Life.